# 10961 Buysballot
10961 Buysballot (6809 P-L) là một tiểu hành tinh vành đai chính.